# جمال منصور
جمال عبد الرحمن محمد منصور (25 فبراير 1960 - 31 يوليو 2001)، قيادي سياسي وعسكري وإداري فلسطيني في حركة المقاومة الإسلامية (حماس). ولد في مخيم بلاطة في نابلس شمال الضفة الغربية.
شغل موقع الناطق الرسمي باسم وفد الحركة للحوار مع السلطة الوطنية الفلسطينية وحركة فتح. أعتقلته إسرائيل نحو ثمان مرات، كما إن السلطة الفلسطينية اعتقلته عدة مرات بعد تسلّمها مدينة نابلس. اغتيل في 31 يوليو 2001 على يد إسرائيل عندما قصفت طائرة أباتشي المكتب الذي كان يتواجد فيه مع جمال سليم، وأدى هذا القصف إلى استشهادهم مع سبعة أشخاص كانو معهم أو بالقرب من المكتب في نابلس.

## حياته الخاصة
ولد الشهيد جمال منصور في 25 فبراير 1960م، في مخيم بلاطة للاجئين، ويعود أصله إلى قرية سلمه قضاء يافا التي احتلها الصهاينة عام 1948م وطردوا أهلها.
إجتاز دراسته الأساسية في مدراس وكالة الغوث وتشغيل اللاجئين في مخيم بلاطة مسقط رأسه، وأكمل تعليمه الثانوي مدرسة قدري طوقان في نابلس..
التحق جمال منصور بكلية التجارة في جامعة النجاح الوطنية ودرس فيها المحاسبة والعلوم الإدارية، وتخرج في عام 1983. منعته سلطات الاحتلال لأسباب أمنية من السفر إلى الخارج للدراسات العليا.
عمل محاسبا في أحد المحلات في سوق الحسبة في نابلس، وعام 1984 انتقل للعمل محاسبًا في فندق داخل الأراضي المحتلة عام 1948م، وهناك تعلم العبرية، وعاد بعد ستة أشهر تقريبًا إلى نابلس ليعمل محاسبًا عند الحاج صبحي العنبتاوي، أحد كبار التجار في المدينة.
تزوج الشهيد جمال منصور في العام 1996 من منى منصور ولديهما خمسة أبناء، وكان ممن بدؤوا بظاهرة «الأعراس الإسلامية» في الضفة الغربية.

## النشاط السياسي في الحركة الطلابية الإسلامية
يعتبر جمال منصور من مؤسسي حركة المقاومة الإسلامية حماس، حيث إلتحق في بداية حياته السياسية والدعوية بجماعة الإخوان المسلمين وهو طالب في مرحلة الثانوية العامة في مدرسة قدري طوقان، وكذلك أسس الكتلة الإسلامية في جامعة النجاح الوطنية التي كان طالبًا فيها، ولُقِّب بأنه بـ«أمير المؤمنين» لأنه أمير الكتلة الإسلامية، ومثّل الكتلة ثلاث مرات في انتخابات مجلس الطلبة.
أسس مع مجموعة من القيادات الطلابية إطارًا نقابيًّا على مستوى الوطن باسم الرابطة الإسلامية لطلبة فلسطين ومقره القدس.
وفي تلك المرحلة صدرت مجلة (المنطلق) التي تعد أول منبر طلابي تصدره الحركة الإسلامية، وروجت لخطاب مقاوم للاحتلال وكانت لسان حالها في السجال مع التيارات الفكرية الأخرى ومع إدارة الجامعة.

## العمل الاجتماعي والإغاثي
أسس جمال منصور في نابلس فرعا للجنة الإغاثة الإسلامية لإغاثة الأيتام والفقراء والمحتاجين، وكان مسؤولاً عنها

## في انتفاضة 1987
عندما بدأت الانتفاضة الأولى عام 1987م كان جمال منصور واحدا من أبرز قيادت ومفكري الحركة في نابلس، ولعب دورا في نشاطها الإعلامي، وأسس «مكتب نابلس للصحافة والإعلام» الذي أغلقته سلطات الاحتلال وعتقلت جمال منصور.
اعتقل خلال فترة دراسته وأثناء الانتفاضة الأولى أربع عشرة مرة، معظمها كان اعتقال إداري، حيث اعتقل عام 1995م وخضع للتحقيق مدة 3 أشهر ونصف متواصلة في سجن عسقلان.
في فترات السجن طور منصور مواهبه في الرسم، وهو من صمم شعار حركة المقاومة الإسلامية حماس.

### إبعاده إلى مرج الزهور
أبعدته سلطات الاحتلال مع والده عبد الرحمن منصور مع المئات من أعضاء حركة حماس إلى مرج الزهور في جنوب لبنان عام 1992، وكان عضوا في لجنة المبعدين القيادية وترأس اللجنة الإعلامية ولجنة العلاقات العامة فيها.

## العلاقة مع السلطة الفلسطينية
كان جمال منصور من أشد المعارضين لاتفاقية أوسلو، واعتبرها اتفاقية أمنية بالدرجة الأولى، وأنها تهدف إلى حماية أمن الكيان الصهيوني، وإعادة الانتشار وليس الانسحاب من غزة والضفة كما كان يُقال.
اعتقلته السلطة الفلسطينية في العام 1996 في سياق حملة واسعة، وأمضى في السجن مدة ثلاثة أشهر. وأعيد اعتقاله لاحقا وسجن لثلاثة أعوام في سجون السلطة بين 1997 و2000، وأطلق سراحه مع اندلاع الانتفاضة الفلسطينية.
كان له موقف داع إلى الحفاظ على الوحدة الوطنية وعدم اللجوء إلى الاقتتال الداخلي، ومثّل حركة حماس في وفد الحوار الوطني مع السلطة الفلسطينية وكان ناطقًا إعلاميًّا للوفد.
أسس جمال منصور مكتبا للأبحاث أغلقته السلطة الفلسطينية بعد اعتقاله في العام 1997م. كذلك أسس جمال منصور المركز الفلسطيني للدراسات والإعلام.

## إغتياله
في يوم 31 يوليو 2001 قصفت طائرات الاحتلال الصهيوني بقصف المركز الفلسطيني للدراسات والإعلام؛ مما أدى إلى استشهاد جمال منصور على الفور مع عدد من رفاقه وموظفيه في المركز.
في الأسبوع الذي سبق عملية إغتيال الشهيد جمال منصور، تقول زوجته منى منصور: إن زوجها كان يحدِّثها طوال الأسبوع عن الشهادة، وعن كيفية تصرفها بعد استشهاده؛ لأن استهدافه كان مسألة وقت بالنسبة له، حيث طلب الشهيد القائد من زوجته عدم البكاء عليه (كما تفعل بعض النساء).
وذكرت أم بكر أنّ زوجها قام باصطحاب أبنائه قبل اغتياله بأيام قليلة في بداية العطلة الصيفية لشراء اللوازم المدرسية، فتعجب صاحب المكتبة لأمر أبو بكر، وقال له: "ليش مستعجل". فقال أبو بكر بأنه لا يضمن أن يبقى حيًّا".
وتضيف: «طلب مني أبو بكر أن أذهب إلى منزل الشهيد صلاح دروزة، وقال لي إن أهالي الشهداء يحبون بعضهم البعض، كما إن أهالي المعتقلين في سجن الجنيد يحبون بعضهم البعض، وهو يقصد رفيقه فيه في سجون السلطة صلاح دروزة حيث كانا معتقلين معًا هناك».
وتحكي زوجته أم بكر عن حوار تمّ بينها وبين زوجها صباح يوم الاستشهاد:
يقول جمال منصور لزوجته: أتدرين من اتصل بي الليلة؟
قالت: لا... مَن؟
فقال لها: إنه الشهيد صلاح الدين دروزة، لقد زارني في المنام متصلاً هاتفيًّا وقال: «إنني مشتاق إليك..».
وكانت هذه المحادثة آخر الكلمات التي تحدث بها المجاهد جمال منصور، الناطق بلسان حركة حماس قبل خروجه من منزله مودعًا زوجته وأولاده الخمسة.

## مؤلفاته
وقد ألّف جمال منصور العديد من المؤلفات، منها:
- كتاب التحول الديمقراطي الفلسطيني من وجهة نظر إسلامية
- أجنحة المكر الثلاث

وله العديد من المنشورات والدراسات التي تتعلق بالقضية الفلسطينية، وكان دائمًا يشارك في الندوات والمحاضرات والمؤتمرات على مستوى الوطن.

## تنبؤه بالثورات العربية
قالت زوجته منى منصور:« لقد كان -رحمه الله- يتابع الأخبار بشكل مكثف، لدرجة أنه إذا لم يستطع قراءة الصحف اليومية، فإنه يقوم بشرائها على مدى أسبوع كامل ومن ثم يقرأها مرة واحدة. وكان يقول إن الشعوب ستأخذ بيدها وستثور على أنظمتها المستبدة، وستقود حكوماتها للتحرر من الهيمنة العالمية وستقودها أيضا لتحرير فلسطين»
وأضافت أن "المرحلة الحالية التي يمر بها الوطن العربي والربيع العربي توقعها (أبو بكر) قبل استشهاده، إضافة إلى كونه استشرف هذه المرحلة التي نمر بها.

## السلطة الفلسطينية تعتقل نجله
إعتقل جهاز المخابرات التابع لسلطة حركة فتح في مدينة نابلس نجله «بكر (22 عاماً)» في النصف الثاني من 2014 ، وبعد خروجه بشهرين من سجنهم استدعاه جهاز المخابرات للحضور إلى مقر الجهاز مرة أخرى للتحقيق في 21 كانون ثاني 2015.
وقالت النائب منى منصور زوجة جمال منصور: «عدة أفراد من جهاز المخابرات جاءوا للبيت يسألون ولدي بكر جمال منصور (22 عاماً)، ولما سألتهم عن هويتهم، وأخبرتهم بعدم وجوده في البيت، عرفوا عن أنفسهم أنهم من المخابرات، وطالبوا بضرورة حضور بكر إلى مقرهم الرئيس صباح غد الخميس الساعة التاسعة صباحاً.»
وقالت أيضاً: «إنني أرى مسلسل الاعتقالات السياسية القديم يعود من جديد؛ فقد مكث الشيخ جمال منصور في سجونهم ثلاث سنوات ونصفًا، ومن المعيب وطنياً وأخلاقياً أن تتواصل هذه السياسة، بعد كل ما حلّ بهذا الشعب الفلسطيني من محن. إن مصير الشعب الفلسطيني واحد، والاحتلال لا يفرق بين أي فلسطيني مهما كان انتماؤه، وكلنا في نظره هدف للقتل والاعتقال وسلب وسرقة حقوقه، فآن الأوان للشعب أن يتوحد، وشعبنا ينتظر من قادته أن تعطيه الحنان، لا السجان»

## وصلات خارجية
- كلمة للشيخ جمال منصور خلال مهرجان شعبي - موقع حماس
- كلمة للشيخ جمال منصور في مرج الزهور - موقع حماس
- سيرة جمال منصور - إخوان ويكي

الشهيد القائد جمال منصور - ى فاق تربوية[وصلة مكسورة]
- سيرته على موقع قصة الإسلام

- حكاية الشهيد جمال منصور على موقع اليوتيوب
- فيديو للشهيد جمال منصور على موقع يوتيوب
- كلمة الشهيد جمال منصور على موقع اليوتيوب